# Ленінське (Балтійська сільська рада)
Ле́нінське (рос. Ленинское, башк. Ленинский) — присілок у складі Іглінського району Башкортостану, Росія. Входить до складу Балтійської сільської ради.
Населення — 268 осіб (2010; 243 в 2002).
Національний склад:
- білоруси — 79 %